# SABCA
SABCA（Société Anonyme Belge de Constructions Aéronautiques）はベルギーの航空宇宙分野の企業である。ダッソーのグループ会社である。破産したフォッカーの保有していたSABCAの株式は Storkが保有している。民間航空や防衛産業の分野で航空機の装備品の設計、製作や航空機の保守業務をおこなっている。SABCAの事業所は3ヶ所あって、ブリュッセルのHaren空港に本社と航空機の近代化業務の部門があり、CharleroiのGosselies空港に航空機の保守、近代化業務の部門があり、ルーメンに装備品製作とエアバスなどに納入する航空機部品を製作する工場がある。
1920年12月6日にベルギーの航空産業の育成を推進したジョルジュ・ネリスによって創設された。ベルギー政府も資金を援助し、ベルギー空軍や、航空会社SNETAに対する納入に独占的な地位を与えた。第一次世界大戦後にドイツで製作された航空機の保守と修理から始まり、モラーヌ・ソルニエ MS.35やフォッカー F-VIIなどのライセンス生産を行った。独自設計の航空機の開発も行いベルギー領コンゴ向けに出荷されたが、おもな業務は他国で開発された航空機のライセンス生産であった。
第二次世界大戦後はベルギー空軍の航空機の保守業務を再開し、1952年にF-84のオーバーホールの契約を獲得し、1953年にGosseliesの工場が完成した。ホーカー ハンター、F-104 、F-16のライセンス生産を行った。1960年代にはダッソー・ブレゲーグループが株式を支配し、資本の一部はフォッカー・VFWが保有した。フォッカーが破綻した後、株式はStorkが保有した。2003年SABCAが改修を行ったミラージュはチリに売却された。
1973年から、エアバスを含むいろいろな航空機の部品の製造に重点を置くようになり、精密計器やサーボ機器の分野で高い評価を得ている。

## 製造機種一覧

### 自社開発機
- Julien (SJ-1) of Junior
- Castar (1923)
- Camgul (1925)
- S-2 Sport (1926)
- S-11 (1931)
- S-12
- S-20 (1935)
- S-30 (1936)
- S-45bis (Ca-135bis)
- S-46 (Ca-310 "Libeccio")
- S-47 (1938、Ca 335 "Maestrale")
- S-48 (Caproni Ca-312)
- S-40E (1939)

### ライセンス生産機
- Kassel 12
- Handley Page W.8E/F
- Morane-Saulnier MS.35
- Morane-Saulnier MS.236
- De Havilland 50A
- De Havilland DH-9
- Breguet BR19
- Fokker F-VIIb-3m
- Savoia Marchetti S.73
- Ansaldo A.300/40
- Nieuport 29C.1
- Avro 504K
- Avro 626 Prefect
- Fairey Fox II
- Avia BH-21
- Renard R-31
- ホーカー ハンター
- F-104 スターファイター
- F-16 ファイティング・ファルコン